# 氷見市農業協同組合
氷見市農業協同組合（ひみしのうぎょうきょうどうくみあい）は、富山県氷見市に本所を置く農業協同組合。略称はJA氷見市。

## 沿革
- 1962年10月17日 - 氷見市農協合併促進協議会発足[1]。
- 1965年
  - 12月2日 - 氷見市農業協同組合設立委員会が氷見市民会館にて第1回委員会を開催[2]。
  - 12月13日 - 役員会で組合長理事、副組合長理事、常務理事、代表監事が決定[2]。
- 1966年1月1日 - 氷見、稲積、余川、碁石、島尾、田子、神代、仏生寺、布勢、十二町、上庄、丸三、双光、速川、久目、阿尾、薮田、宇波、女良、八新の各農業協同組合が合併し[3]、1室5課24係21支所体制の[4]富山県下10番目の合併農協[5]かつ富山県下最大（当時）の農業協同組合として、氷見市農業協同組合発足（当時の職員は235名）[6]。本所は旧氷見農協の建物（後の氷見支所事務所、鉄筋2階建て延床面積562.7m2）を使用[7]。
- 1968年6月1日 - 窪農業協同組合を合併[8]。
- 1971年12月6日 - 現在の本所である農業会館（鉄筋コンクリート造5階建て一部6階建て、延床面積3804.7 m2）が完成[9]。
- 1974年
  - 8月13日 - 朝日丘160番地にて配送センター（鉄筋コンクリート造地下1階地上2階建て、延床面積1665.56 m2）が完成[9]。
  - 8月20日 - 農業会館西口（延床面積105.12 m2）着工、同年10月29日竣工[9]。
- 1977年
  - 2月1日 - 機構を大改革、部制を敷き、1室4部14課51係23支所1支店体制となる[10]。
  - 8月1日 - 論田、熊無支所を合併し、双光支所となる[11]。
- 2024年10月11日 - 十二町、仏生寺、布勢、神代の4支店を統合した南部支店が竣工[12]。
- 2025年4月9日 - 氷見、余川、稲積、碁石の4支所を統合した比美乃江支店が完成。同年4月14日から業務開始[13]。

## 店舗
| 店舗コード | 店舗名     | 所在地           |
| ---------- | ---------- | ---------------- |
| 551        | 本所       | 氷見市朝日丘2-32 |
| 552        | 氷見支所   | 氷見市鞍川467    |
| 556        | 窪支所     | 氷見市窪760      |
| 563        | 十二町支所 | 氷見市十二町215  |
| 564        | 上庄支所   | 氷見市泉1510     |
| 570        | 阿尾支所   | 氷見市阿尾479    |
| 575        | 中央支店   | 氷見市本町14-7   |

## 氷見市農業会館（本所）
1971年12月6日竣工。鉄筋コンクリート造5階建て一部6階建て、延床面積3804.7 m2、設計監理者は押田建築設計事務所、建築主任工事は飛島建設、空調工事は大阪電気暖房、エレベーターは富士輸送。工事費は282,835,366円、設計管理費は7,658,310円。
1974年8月20日に着工し同年10月29日に竣工した西口は、延床面積105.12 m2、設計監理者は押田建築設計事務所、建築主任工事は飛島建設。